# Anagroidea dryas
Anagroidea dryas är en stekelart som beskrevs av Girault 1938. Anagroidea dryas ingår i släktet Anagroidea och familjen dvärgsteklar. Inga underarter finns listade i Catalogue of Life.